# Liviu Cangeopol
Liviu Cangeopol (n. 28 martie 1954, Iași) este un scriitor și jurnalist disident român. Din 1989, locuiește în Statele Unite ale Americii.

## Biografie
Studii de filologie la Universitatea Alexandru Ioan Cuza din Iași, apoi de contabilitate și business administration la New York și Atlanta. 
Publică primele proze în revista Dialog (august 1978), debut editorial în co-autorat cu Dan Petrescu, Ce-ar mai fi de spus (1989 — Agora, USA, 1990 — Editura Minerva, 2000, Editura Nemira). 
- "Fii mulțumit, Domnule Ceaușescu: vei rămâne în istorie!", a fost titlul sub care interviul acordat de Liviu Cangeopol apărea la 5 aprilie 1988 în Libération, interviu difuzat o zi mai târziu la Europa Liberă.) Două săptămâni mai târziu a început sa fie urmărit și reținut de Securitate în nenumărate rânduri.
- Pe data de 29 septembrie, 1989, doar cu trei luni înainte de revoluție, Liviu Cangeopol a emigrat în America împreună cu soția, Lidia Cangeopol.

- Cariera ziaristică începută la New York în octombrie 1989 (colaborări la Lumea liberă, Contrapunct, Vatra, Romanian Times, New York Magazine, Observator Cultural, Ziua, Flacăra Iașului, Tiuk etc.).”

- Îi apare un al doilea volum, publicat la Editura Humanitas în 2007, Zâmbetul, Portret al țărmului la asfințit.

- Liviu Cangeopol a fost unul din cei șapte intelectuali cărora, la 18 decembrie 2006, în discursul prilejuit de Prezentarea Raportului Comisiei Prezidențiale pentru Analiza Dictaturii Comuniste din România, președintele României, Traian Băsescu, le-a „elogiat” gestul de a se fi ridicat direct împotriva Președintelui Nicolae Ceaușescu.

- Pe lângă numeroase analize scurte asupra sistemului comunist și mecanismelor sale de control, Liviu Cangeopol  este coautorul, împreună cu (Dan Petrescu - n.n.), al unei radiografii excepționale a României din ultimii ani ai dictaturii ceaușiste. Textul respectiv, un dialog de lungimea unei cărți, a reprezentat la vremea respectivă cea mai radicală critică a comunismului românesc, care cerea schimbarea sistemului comunist însuși. Bazat pe informații directe și exemple luate din viața cotidiană, volumul respectiv rămâne și astăzi o sursă valoroasă pentru studiul comunismului (din Raportul final al Comisiei prezidențiale pentru analiza dictaturii comuniste din România, București 2006 - pagina 372).

- În revista Observator cultural din 23.04.2010, Liviu Cangeopol a publicat un text prin care își anunța retragerea din arena jurnalismului de opinie și, implicit, din arena publică, deoarece i se părea că, în situația actuală a României, tot ceea ce făcea era doar o luptă cu morile de vânt.

- Scriitorul și jurnalistul dizident anti-comunist Liviu Cangeopol a devenit Cetățean de onoare al Municipiului Iași, după ce în ședința de vineri, 31 ianuarie 2020, consilierii locali au aprobat cu unanimitate de voturi un proiect de hotărâre în acest sens.[1]

## Volume Publicate
- În loc de ce rămane, (Editura Integral, 2024)
- Călătoria - semicercuri sprijinite'n nisip, (Editura Integral, 2024)
- Lacrimi de inger, (Editura Junimea, 2023)
- Lumea din fereastra, (Editura Integral, 2023)
- Sfirsitul visului, (Editura Integral, 2022)
- Evanescent, (Editura Integral, 2022)
- Întoarcerea anotimpurilor, (Editura Integral, 2021)
- Avatarul solstițiului, (Editura Integral, 2020)
- Războiul amăgirilor, (Editura Integral, 2020)
- Comisarul Cordobină, (Editura Integral, 2020)
- Pandemia nebunilor - confesiuni in stare de urgență , (Editura Integral, 2020)
- Pulsul cuantic, (Editura Integral, 2020)
- Exerciții de uitare, (Editura Integral, 2019)
- Trilogia trecerii, (Editura Brumar, 2019)
- Imponderabil - Jurnal către capătul nopții, (Editura Integral, 2018)
- Virtutea aparențelor, (Editura Institutul European, 2016)
- Calmul prelevat în furtună, (Editura Cartea Romanească, 2013)
- Zâmbetul, Portret al țărmului la asfințit, (Editura Humanitas, 2007)
- Ce-ar mai fi de spus. Convorbiri libere într-o țară ocupată (volum scris în colaborare cu Dan Petrescu înainte de 1989 și publicat în 1990, Editura Minerva; ediția a II-a revăzută și adăugită, Editura Nemira, 2000)